# Man’yōshū

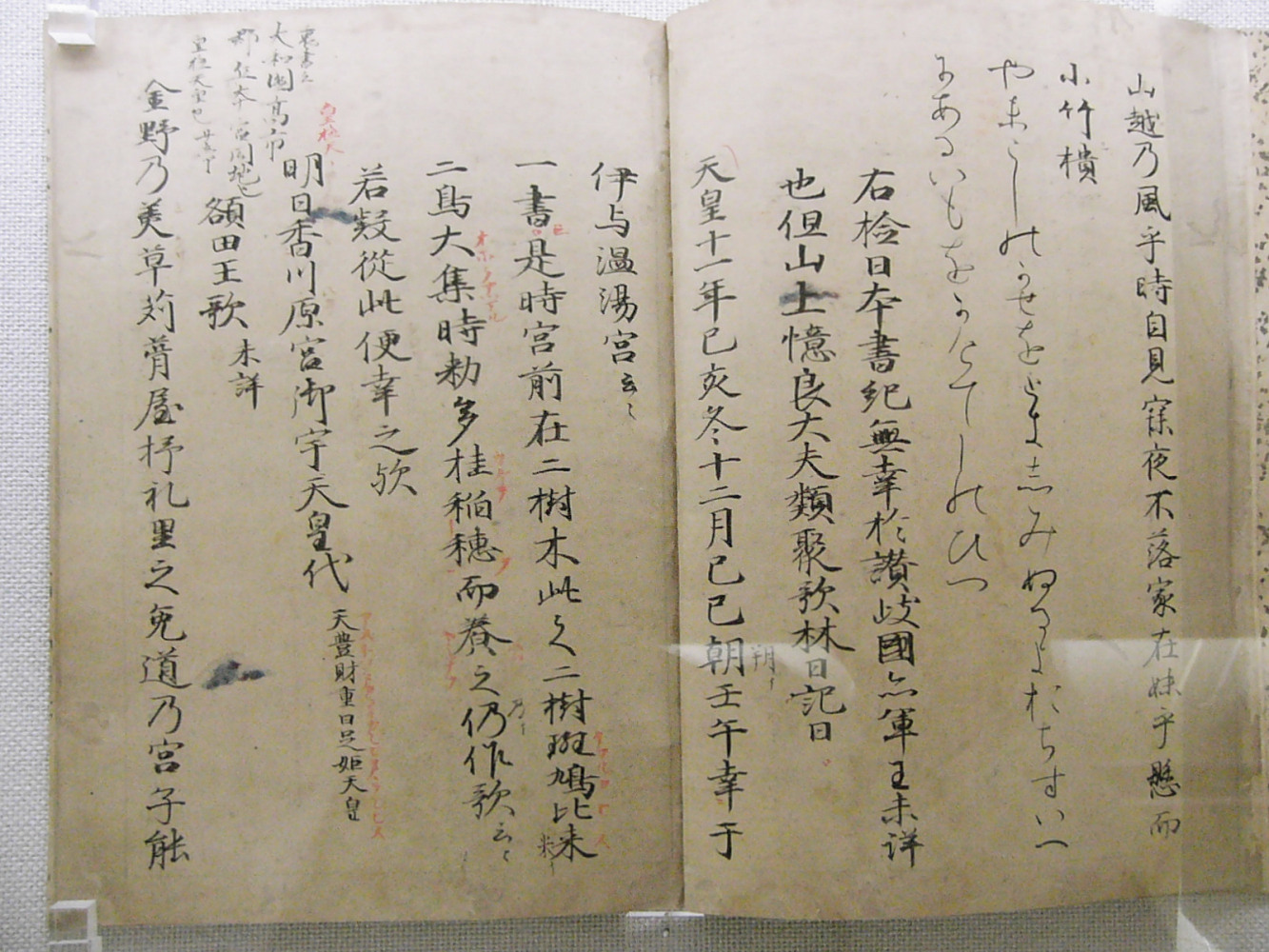
Man’yōshū (rękopis Genryaku kōhon 元暦校本 z okresu Heian)

Man’yōshū (jap. 万葉集; dosł. Dziesięć tysięcy liści) – najstarsza zachowana do naszych czasów antologia poezji japońskiej. Podzielona jest na dwadzieścia nietytułowanych ksiąg, a zawiera ponad 4500 wierszy autorstwa ok. 700 poetów. Skompilowana została jako przedsięwzięcie prywatne ok. 780 roku przez poetę Ōtomo no Yakamochi, zapewne przy udziale współpracowników.

## Zawartość
Dokładna liczba wierszy zależy od sposobu traktowania ich wariantów i waha się od 4462 do 4560. Są to utwory ok. 700 poetów (B. Lewin podaje liczbę 561 autorów wymienionych imiennie), przy czym ok. 200 utworów jest anonimowych.
Najwcześniejsze wiersze pochodzą z okresu przedpiśmiennego – być może nawet z IV w. n.e. (A. Vovin datuje jednak najstarsze z nich na koniec VI wieku). Najpóźniejszy wiersz powstał w roku 759, całość obejmuje zatem niemal cztery stulecia. Tematyka zbioru jest bardzo urozmaicona – od panegiryków ku czci wybitnych osobistości, poprzez opisy natury, do intymnych uczuć i refleksji osobistych; nie brak też elegii, wierszy ludowych czy poezji zaangażowanej społecznie (np. „Dialog o nędzy”). Do najwybitniejszych poetów, których twórczość obecna jest w Man’yōshū, należą (w porządku chronologicznym): cesarz Yūryaku, Nukata no Ōkimi, Kakinomoto no Hitomaro, Yamabe no Akahito, Yamanoe no Okura, Takahashi no Mushimaro, Ōtomo no Tabito, Ōtomo no Sakanoue no Iratsume, Ōtomo no Yakamochi. Zdecydowana większość autorów to mężczyźni (ok. 80%), pochodzący ze wszystkich warstw społecznych, obok cesarzy i arystokracji dworskiej są tu też wieśniacy, żołnierze czy nawet żebracy.

## Forma i postać tekstu
Formą poezji najliczniej reprezentowaną jest tanka (niemal 4200), występują tu jednak także chōka (262) i sedōka (61). Pod względem stylistycznym antologia ta jest niezwykle zróżnicowana, z utworami naiwnymi czy wręcz prymitywnymi sąsiadują arcydzieła japońskiej mowy wiązanej.
Wszystkie wiersze spisane są w języku japońskim, natomiast wprowadzenia do wierszy sformułowane są w klasycznej chińszczyźnie. Do zapisu zastosowano wyłącznie znaki chińskie, częściowo użyte semantycznie, a częściowo – fonetycznie (tzw. man’yōgana).

## Tytuł
Tytuł antologii interpretowany może być trojako, ze względu na wieloznaczność drugiego składnika. Pierwszy element, man 万 (萬), oznacza ‘dziesięć tysięcy’ lub ogólnie ‘wiele, mnóstwo’, trzeci zaś, shū 集, to ‘zbiór, kolekcja, antologia’. Środkowy składnik tytułu, yō 葉, ma podstawowe znaczenie ‘liść, liście’ (stąd i tradycyjnie przyjęty w językach europejskich przekład „Dziesięć tysięcy liści”), może jednak także oznaczać ‘epokę, okres, wiek, pokolenie’ (por. matsuyō 末葉 ‘koniec, schyłek (epoki)’) lub być metaforą słowa czy wiersza (por. koto no ha / kotoba 言葉 ‘wyraz, mowa’).

## Manuskrypty
Oryginał tekstu nie zachował się do naszych czasów. Najstarsza istniejąca kopia (Katsura-bon 桂本) pochodzi z połowy okresu Heian, nie jest jednak kompletna, bo obejmuje tylko 109 wierszy (z księgi czwartej). Najstarszy kompletny rękopis (Nishi Honganji-bon 西本願寺本) datowany jest na koniec okresu Kamakura.

## Tłumaczenia

### Przekłady na język polski
Brak jest tłumaczenia całości antologii Man’yōshū na język polski. Obszerniejszy wybór wierszy w przekładzie polskim znaleźć można m.in. w następujących książkach:
- Wiesław Kotański, Dziesięć tysięcy liści. Antologia literatury japońskiej, Warszawa: Państwowe Wydawnictwo Naukowe, 1961, s. 73–110
- Agnieszka Żuławska-Umeda, Poezja starojapońska, Warszawa: Ludowa Spółdzielnia Wydawnicza, 1984, s. 17–69 (przekłady różnego autorstwa)

### Przekłady na inne języki europejskie
Istnieje kilka całościowych tłumaczeń Man’yōshū na angielski, rosyjski i francuski. Do najbardziej wartościowych z nich zaliczyć można:
- Jan Lodewijk Pierson, The Manyôśû translated and annotated, Leiden: E.J. Brill, 1929–1963, t. 1–20 (osiemnaście woluminów, ze względu na dwukrotne połączenie dwu ksiąg w jednym woluminie)
- Анна Евгеньевна Глускина, Манъёсю. Японская поэзия, Москва: Наука, 1971–1972 (wydanie drugie: Москва: Издательство АСТ, 2001), tom 1–3
- René Sieffert, Man.yôshû, Cergy-Pontoise: Publications orientalistes de France, 1997–2003, t. 1–5